# Balajnac (Merošina)
Balajnac (em cirílico: Балајнац) é uma vila da Sérvia localizada no município de Merošina, pertencente ao distrito de Nišava. A sua população era de 1253 habitantes segundo o censo de 2011.

## Demografia
| 1948 | 1953 | 1961 | 1971 | 1981 | 1991 | 2002 | 2011 |
| ---- | ---- | ---- | ---- | ---- | ---- | ---- | ---- |
| 1397 | 1456 | 1334 | 1333 | 1298 | 1249 | 1263 | 1253 |